# Коледна мистерия
„Коледна мистерия“ (на английски: A Christmas Mystery) е американска коледна мистъри трагикомедия от 2022 г. на Алекс Ранаривело, сценарият е на Джон Дюси, а продуценти са Али Афшар, Даниел Аспромонте и Ейва Ретке. Във филма участват Вайълет Макгроу, Сантино Барнард, Лорън Линдзи Донзис, Леонардо Чечи, Еди Сибриан, Оскар Нунез, Кристоф Сандърс, Дрю Пауъл и Бо Бриджис. Филмът е пуснат в стрийминг платформата HBO Max на 24 ноември 2022 г., заедно с „Коледа в хармония“.

## Актьорски състав
- Вайълет Макгроу – Вайълет Пиърс[5]
- Сантино Барнард – Кени Ботъмс[5]
- Лорън Линдзи Донзис – Мади Пиърс[5]
- Леонардо Чечи – Харисън Ботъмс[5]
- Еди Сибриан – Шериф Пиърс[5]
- Оскар Нунез – Глен Мартин[5]
- Кристоф Сандърс – Депутат Тери[5]
- Дрю Пауъл – Джордж Ботъмс[5]
- Бо Бриджис – Кмет Донован[5]
- Карън Торес – Депутат Сам[5]
- Хедър Барбери – Маргарет Ботъмс[5]
- Шонте Акогнон – Фиона Дилман[5]
- Алкало Тиеле – Реджи[5]
- Тоби Ларсън – Джими Стъбинс[5]
- Браян Коен – господин Стъбинс[5]
- Алисън Еуинг – госпожа Стъбинс[5]
- Майкъл Дж. Асбъри – съсед на Стъбинс[5]